# Orthrosanthus laxus
Orthrosanthus laxus là một loài thực vật có hoa trong họ Diên vĩ. Loài này được (Endl.) Benth. miêu tả khoa học đầu tiên năm 1873.